# Приключенията на Буратино (филм)
„Приключенията на Буратино“ е съветски музикален телевизионен филм, базиран на приказката на Алексей Толстой "Златното ключе или приключенията на Буратино". Снимките на филма се провеждат през 1975 година. Премиерата е на 1-2 януари 1976 г. Филмът се смята за култов.

## Сюжет
Приказката разказва историята на мързеливия и непослушен Буратино, който напуска дома на татко Карло. Злосторниците Лиса Алиса и котаракът Базилио го примамват с лъжи в Страната на глупците. За да се спаси от тях и от алчния и страшен Карабас Барабас, дървеното човече трябва на всяка цена да открие тайната на златното ключе.

## В ролите
- Дима Йосифов – Буратино, кукла
- Николай Гринко – Татко Карло, просяк и творец на Буратино
- Юрий Катин-Ярцев – Джепето, приятел на татко Карло
- Таня Проценко – Малвина, кукла
- Роман Столкарц – Пиеро, кукла, влюбен в Малвина
- Томас Аугустинас – Артемон, кукла, верното куче на Малвина
- Гриша Светлорусов – Арлекин, кукла, приятелят на Пиеро
- Рина Зелена – костенурка Тортила
- Владимир Етуш – Карабас Барабас, доктор на куклените науки и собственик на кукления театър
- Елена Санаева – Лиса Алиса, измамничка, спътница на Котарака Базилио
- Ролан Биков – Котаракът Базилио, мошеник като лисицата
- Владимир Басов – Дуремар

## Музика
Музиката на филма е композирана от Алексей Рибников. Филмът включва песни като "Бу-ра-ти-но!", "Песен на Папа Карло", "Романс на Тортила", "Песента на котката Базилио и лисицата Алис", "Песен за полето на чудесата", "Серенада Пиеро" и други.